# Venusia comptaria
Venusia comptaria là một loài bướm đêm trong họ Geometridae.